# Kincsesbánya
Kincsesbánya est un village et une commune du comitat de Fejér en Hongrie.